# Hypocalymma ericifolium
Hypocalymma ericifolium är en myrtenväxtart som beskrevs av George Bentham. Hypocalymma ericifolium ingår i släktet Hypocalymma och familjen myrtenväxter. Inga underarter finns listade i Catalogue of Life.